# Mizo Assen
Mizo Assen (bulgarisch Мицо Асен, wissenschaftliche Transliteration Mico Asen) war von 1256 bis 1257 Zar von Bulgarien. Er stammte aus dem Hause Assen. Mizo Assen war mit Maria Assenina, eine Tochter des Zaren Iwan Assen II. verheiratet, mit der er einen Sohn, Iwan Assen III. und eine Tochter Kira-Maria Assenina hatte.